# 管希蛛
管希蛛（学名：Achaearanea ducta）为球蛛科希蛛属的动物。在中国大陆，分布于海南等地，常生活于岩石缝的凹入处。该物种的模式产地在海南尖峰岭。